# Sergio Bazzini
Sergio Bazzini, né à Pistoia (Toscane) le 26 février 1935 est un réalisateur et scénariste italien. Il s'est fait connaître à la fin des années 1960 pour sa collaboration au scénario de certains des films les plus célèbres de Salvatore Samperi : Merci ma tante (1968), Cœur de mère (1969) et Marco Ferreri, dont Dillinger est mort et La Semence de l'homme .

## Filmographie

### Scénariste
- 1968 : Merci ma tante (Grazie zia) de Salvatore Samperi
- 1969 : Cœur de mère (Cuore di mamma) de Salvatore Samperi
- 1969 : Dillinger est mort (Dillinger è morto) de Marco Ferreri
- 1969 : La Semence de l'homme (Il seme dell'uomo) de Marco Ferreri
- 1970 : Les Tulipes de Haarlem (I tulipani di Haarlem) de Franco Brusati
- 1970 : Le Vent d'est de Jean-Luc Godard et Jean-Pierre Gorin
- 1974 : La Grande Bourgeoise (Fatti di gente perbene) de Mauro Bolognini
- 1976 : La Marche triomphale (Marcia trionfale) de Marco Bellochio
- 1976 : L'Héritage (L'eredità Ferramonti) de Mauro Bolognini
- 1992 : La villa del venerdì de Mauro Bolognini

### Réalisateur
- 1974 : L'Orgasme dans le placard (Donna è bello)